# Schlossturm
Lo Schlossturm (letteralmente "torre del castello") è stato il campanile della Schlosskirche con 4 campane del '600 e torre dell'orologio dell'omonimo Palazzo Reale di Königsberg. È stato celebre soprattutto per le sue campane, che suonavano la melodia Ora riposo tutte le foreste  (in tedesco Nun ruhen alle Wälder) di Arrigo il Tedesco. Suonavano pure le melodia Cristo, tu sei la mia vita (in tedesco  Christus, der ist mein Leben) di Vulpius. Fu demolito dalle autorità sovietiche nel 1950.

## Storia

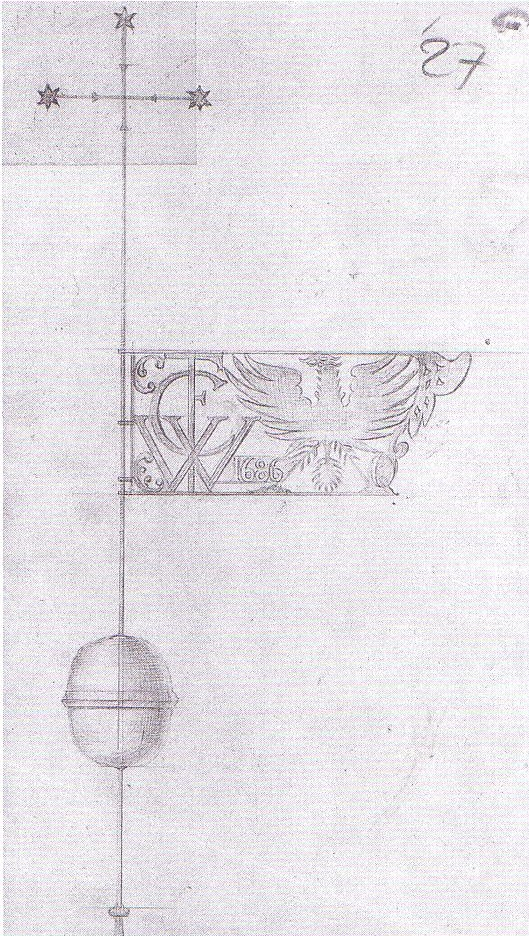
La banderuola del 1686 posta alla sommità della torre

Con il completamento del primo castello da parte dei Cavalieri Teutonici nel 1260, venne eretto anche un mastio che nel 1387 venne completato con la costruzione di una torre con la doppia funzione di torre di avvistamento per il castello e campanile per la chiesa eretta nel complesso. Sotto la direzione del comandante Merten Seigermacher, la torre nel 1551 venne dotata di un orologio con un quadrate su ciascuno dei suoi quattro lati e dal 1584 venne avviata una campagna di ristrutturazione della torre stessa per convertirla in stile rinascimentale ed aumentarne le dimensioni innalzandola ed inspessendone le pareti per sopportare il peso di questo nuovo rialzo. Questa fase venne completata nel 1594.
La torre venne completata nel 1686 con l'apposizione sulla sommità di una banderuola, ma già due anni più tardi l'elettore Federico Guglielmo I di Brandeburgo decise di intraprendere nuovi lavori alla torre costruendovi un tiburio ottagonale con cupola "a cipolla" secondo i nuovi stilemi del barocco fiammingo. All'epoca la torre era ancora accessibile come in epoca medievale esclusivamente attraverso il camminamento di ronda, mentre dal 1815 venne costruita una scala interna con 284 che dalla base della torre conduceva sino alla sua sommità.
Dopo l'incoronazione reale di Guglielmo I nel 1861, fu il nuovo sovrano a volere nuove modifiche alla struttura ritenendo la soluzione adottata dal suo antenato nel Seicento troppo discordante col resto del castello di stile gotico: egli provvedette quindi a far realizzare una nuova cuspide su progetto dell'architetto Stüler in stile neogotico con quattro torrette d'angolo e sulla punta della quale venne riposizionata la banderuola del 1686, innalzando così la struttura a 104 metri di altezza al contrario degli 82 precedenti.
Nel 1877 la torre venne modificata con un nuovo rivestimento in mattoni con decorazioni in smalto romboidali. Dopo il bombardamento aereo della città ad opera della RAF nel 1944, la torre bruciò completamente e con la conquista della città di Königsberg da parte delle truppe sovietiche nell'aprile del 1945, essa appariva molto gravemente danneggiata dal fuoco dell'artiglieria russa. Nel 1955 iniziarono le prime operazioni per la sua demolizione che venne completata nel 1968 per ordine del governo sovietico sotto la guida di Leonid Il'ič Brežnev.